# HomeKit

HomeKit là một framework phần mềm của Apple cho iOS/iPadOS cho phép người dùng cấu hình, giao tiếp và điều khiển thiết bị nhà thông minh bằng cách sử dụng các thiết bị của Apple. HomeKit cung cấp cho người dùng cách thức để tự động phát hiện và cấu hình các thiết bị như vậy. Bằng cách thiết kế phòng, vật phẩm, và cấu hình các hành động thông qua dịch vụ HomeKit, người dùng có thể thực thi các tác vụ tự động trong nhà thông qua câu lệnh thoại đến Siri hoặc ứng dụng Home. Với HomeKit các nhà phát triển có thể tạo các ứng dụng phức tạp để quản lý các phụ kiện ở mức cao. HomeKit đơn giản chỉ là giao thức liên lạc có tích hợp và điều hành một vài loại phụ kiện bên trong nhà.